# Josip Weber
Josip Weber (Slavonski Brod, 16 november 1964 – Split, 8 november 2017) was een Kroatisch-Belgisch voetballer. Hij speelde onder meer voor Cercle Brugge, Hajduk Split en RSC Anderlecht. Weber speelde enkele interlands voor Kroatië, maar liet zich nadien tot Belg naturaliseren. Hij speelde in totaal acht wedstrijden voor de Rode Duivels en nam ook deel aan het WK 1994 in de Verenigde Staten.
Weber was een snelle, diepe spits met een neus voor doelpunten. In de jaren 90 maakte hij vooral furore bij Cercle Brugge. Weber werd in België drie keer op rij topschutter. Hij versierde op 30-jarige leeftijd een transfer naar RSC Anderlecht. Daar zette hij in 1997 na verscheidene blessures een punt achter zijn spelerscarrière.
Weber overleed op 52-jarige leeftijd aan prostaatkanker.

## Carrière
Weber kwam in België terecht in 1988. Daarvoor speelde hij bij NK Marsonia, Hajduk Split en Dinamo Vinkovci. Weber werd al snel op hoongelach onthaald in België en het zag ernaar uit dat hij ging floppen. Na een aanpassing van een goed half jaar was hij echter vertrokken voor een lange reeks van vele doelpunten. Hij werd zowel in 1992, 1993 als in 1994 topschutter in België met respectievelijk 26, 31 en nogmaals 31 treffers.
In 1993 scoorde hij tegen Boom FC zijn 100e competitiedoelpunt voor Cercle. Ondertussen had Weber zich ook laten naturaliseren tot Belg. Dat kon, omdat Weber al meer dan 5 jaar in België woonde en omdat hij nog geen nationale selecties gespeeld had voor Joegoslavië en enkel oefenwedstrijden had gespeeld voor Kroatië, kon hij ook Rode Duivel worden. In zijn eerste officieuze wedstrijdje met de Rode Duivels tegen een Zeeuwse selectie scoorde hij meteen. Hij verraste het Belgische publiek toen een oefeninterland in het Heizelstadion tegen Zambia gewonnen werd met 9-0. Weber scoorde daarbij vijfmaal en gaf nog een assist. Ook in zijn volgende wedstrijd scoorde hij. Weber werd geselecteerd voor het wereldkampioenschap in de Verenigde Staten, waar hij met de Rode Duivels in de groepsfase Marokko, Nederland en Saoedi-Arabië bekampte. Na een ruzie met Marc Degryse raakte Weber echter uit de ploeg, maar hij mocht in de tweede ronde spelen tegen Duitsland. Na een doodschop van centrumverdediger Thomas Helmer op Weber kreeg België van scheidsrechter Röthlisberger geen strafschop en verdween uit het toernooi. Röthlisberger werd twee jaar later door de UEFA veroordeeld in een omkoopschandaal rond een andere wedstrijd. Weber speelde uiteindelijk in totaal 8 interlands, goed voor 6 doelpunten.
Medio 1994 werd Weber voor een recordbedrag van om en bij de 100 miljoen frank (zo'n 2,5 miljoen euro) getransfereerd naar RSC Anderlecht. In zijn eerste wedstrijd met Anderlecht, toevallig tegen Cercle, scoorde hij. Anderlecht verloor weliswaar, maar Weber ging er prat op dat hij nu tegen iedere Belgische ploeg in de hoogste afdeling gescoord had. Na nieuwjaar keerde het tij echter. Tijdens een wedstrijd op Germinal Ekeren schoof Weber met zijn knie tegen een doelpaal. Weber, die nog nooit langer dan 2 weken blessureleed gekend had, was direct out voor een half jaar. Na de lange revalidatie stond Weber conditioneel bijna weer op topniveau, maar opnieuw sloeg het noodlot toe. Tijdens een training blijven z'n studs steken in het draineersysteem van het oefenveld waardoor hij z'n kruisbanden volledig afscheurde. Dit betekende dat Weber opnieuw maanden moest revalideren. Weber probeerde nog wel, maar het ging niet meer en was gedwongen in 1997 te stoppen met voetballen.

### Clubstatistieken
| seizoen                        | club                       | land        | competitie    | wed. | goals |
| ------------------------------ | -------------------------- | ----------- | ------------- | ---- | ----- |
| 1982/83                        | NK Marsonia Slavonski Brod | Joegoslavië | -             | -    | -     |
| 1983/84                        | NK Marsonia Slavonski Brod | Joegoslavië | -             | -    | -     |
| 1984/85                        | NK Marsonia Slavonski Brod | Joegoslavië | -             | -    | -     |
| 1985/86                        | HNK Hajduk Split           | Joegoslavië | Prva Liga     | 15   | 2     |
| 1986/87                        | HNK Hajduk Split           | Joegoslavië | Prva Liga     | 10   | 0     |
| 1987/88                        | Cibalia Vinkovci           | Joegoslavië | Prva Liga     | 29   | 11    |
| 1988/89                        | Cercle Brugge              | België      | Eerste Klasse | 32   | 15    |
| 1989/90                        | Cercle Brugge              | België      | Eerste Klasse | 34   | 12    |
| 1990/91                        | Cercle Brugge              | België      | Eerste Klasse | 34   | 20    |
| 1991/92                        | Cercle Brugge              | België      | Eerste Klasse | 32   | 26    |
| 1992/93                        | Cercle Brugge              | België      | Eerste Klasse | 31   | 31    |
| 1993/94                        | Cercle Brugge              | België      | Eerste Klasse | 34   | 31    |
| 1994/95                        | RSC Anderlecht             | België      | Eerste Klasse | 21   | 14    |
| 1995/96                        | RSC Anderlecht             | België      | Eerste Klasse | 2    | 2     |
| 1996/97                        | RSC Anderlecht             | België      | Eerste Klasse | 2    | 0     |
| 0 Totaal                       | 0 Totaal                   | 0 Totaal    | 0 Totaal      | 276  | 154   |
| Laatst bijgewerkt op 28-07-'11 |                            |             |               |      |       |

### Interlands
| Interlands van Josip Weber    | Interlands van Josip Weber   | Interlands van Josip Weber   | Interlands van Josip Weber   | Interlands van Josip Weber   | Interlands van Josip Weber   |
| №                             | Datum                        | Wedstrijd                    | Uitslag                      | Competitie                   | Goals                        |
| Als speler van Cercle Brugge  | Als speler van Cercle Brugge | Als speler van Cercle Brugge | Als speler van Cercle Brugge | Als speler van Cercle Brugge | Als speler van Cercle Brugge |
| ----------------------------- | ---------------------------- | ---------------------------- | ---------------------------- | ---------------------------- | ---------------------------- |
| 1                             | 5 juli 1992                  | Australië – Kroatië          | 1 – 0                        | Vriendschappelijk            | 0                            |
| 2                             | 8 juli 1992                  | Australië – Kroatië          | 3 – 1                        | Vriendschappelijk            | 1                            |
| 3                             | 12 juli 1992                 | Australië – Kroatië          | 0 – 0                        | Vriendschappelijk            | 0                            |
| 4                             | 4 juni 1994                  | België – Zambia              | 9 – 0                        | Vriendschappelijk            | 5                            |
| 5                             | 8 juni 1994                  | België – Hongarije           | 3 – 1                        | Vriendschappelijk            | 1                            |
| 6                             | 19 juni 1994                 | België – Marokko             | 1 – 0                        | WK-eindronde                 | 0                            |
| 7                             | 25 juni 1994                 | België – Nederland           | 1 – 0                        | WK-eindronde                 | 0                            |
| 8                             | 29 juni 1994                 | België – Saoedi-Arabië       | 0 – 1                        | WK-eindronde                 | 0                            |
| 9                             | 2 juli 1994                  | België – Duitsland           | 2 – 3                        | WK-eindronde                 | 0                            |
| Als speler van RSC Anderlecht |                              |                              |                              |                              |                              |
| 10                            | 7 september 1994             | België – Armenië             | 2 – 0                        | EK-kwalificatie              | 0                            |
| 11                            | 12 oktober 1994              | Denemarken – België          | 3 – 1                        | EK-kwalificatie              | 0                            |

## Privéleven
Hij werd geboren in Slavonski Brod (toen nog Joegoslavië), werd door de oorlog in z'n land Kroaat en naturaliseerde zichzelf tot Belg in 1994. Hij keerde later terug naar Kroatië en was eigenaar van een jachtclub. Voor de kost werkte Weber als vertegenwoordiger in siliconen voor DL Chemicals in Waregem. Hij was vertegenwoordiger voor de Kroatische regio. Een paar keer per jaar kwam Weber nog naar Brugge om er vrienden en zijn oude voetbalvereniging Cercle Brugge te bezoeken.
Josip Weber overleed in 2017 kort voor zijn 53e verjaardag aan de gevolgen van prostaatkanker.
Hij was getrouwd en had twee kinderen.

## In populaire cultuur
- Zanger Sam Gooris coverde in 1994 het lied Wooly Bully door Sam the Sham & the Pharaohs als Josip Weber, bedoeld als eerbetoon aan de voetballer.
- Raymond van het Groenewoud verwijst in zijn lied Hoppah ook naar Weber, in de eerste strofe: Denkt men dan / Dat ik echt niet feesten kan / Opgelet / Als ik mij bij Josip mag verwarmen, zo van / corazon / Weber met accordeon / Heel z'n hart / O wat doet dat deugd / Zo'n gloed in iemands ogen

## Palmares

### Club

#### HNK Hajduk Split[2]
- Joegoslavische voetbalbeker: 1986-87

RSC Anderlecht
- Eerste Klasse: 1994–95
- SuperCup: 1995

### Individueel
- Topscorer Belgische Eerste Klasse: 1991–92 (26 goals), 1992–93 (31 goals), 1993–94 (31 goals)[4]